# داگیستائوس
داگیستائوس ( یونانی: Δαγισθαῖος داگیستایوس ) یک فرمانده نظامی روم شرقی قرن ششم بود که احتمالاً منشأ گوتی داشت و در خدمت امپراتور ژوستینین یکم بود.
داگیستائوس احتمالاً از نوادگان داگیستئوس ، رهبر استروگوت ها بود.  در سال ۵۴۸، داگیستائوس، که هنوز افسر جوانی بود، به ازای هر ارمنی فرمانده نظامی بود و فرماندهی نیرویی متشکل از ۷۰۰۰ رومی و ۱۰۰۰ تزانی را برعهده داشت که برای بازپس گیری قلعه اگزین پترا ، در لازیکا ، از نیروهای ایرانی در طول جنگ لازستان فرستاده شدند. داگیستائوس پترا را در محاصره قرار داد، اما، به گفته مورخ معاصر پروکوپیوس ، به شیوه ای ناتوان عمل کرد. او آنقدر به پیروزی اطمینان داشت که به ژوستینین نامه نوشت و نشان داد که او و برادرش شایسته چه پاداشی هستند. با این حال، داگیستائوس در انجام وظیفه خود ناکام ماند و مجبور شد بدون اینکه به افراد خود دستور دهد، در برابر ارتش ساسانی به سمت رودخانه فازیس فرار کند. پس از آن، داگیستائوس، که لازها به فرماندهی شاه گوبازس به آنها ملحق شدند، توانست دو لشکر صحرایی ایرانی را در لازیکا شکست دهد، یکی به فرماندهی فابریزوس در فازیس و دیگری تحت فرماندهی کوریانس در نزدیکی رودخانه هیپیس. با این وجود، لازی‌ها داگیستائوس را مسئول شکستش در پترا می‌دانستند و او را در برابر ژوستینیانوس محکوم می‌کردند که او را در بازداشتگاه قرار داد و بساس را در سال ۵۴ جایگزین کرد. 
در حدود سال ۵۵۱، داگیستائوس از بازداشت آزاد شد و به فرماندهی نارسس برای مبارزه با گوت ها به ایتالیا فرستاده شد. او یکی از فرماندهان جناح راست ارتش روم در نبرد بوستا گالوروم علیه استروگوت‌های توتیلا بود و بعدها نقش تعیین‌کننده‌ای در فتح مجدد رم داشت. پروکوپیوس خاطرنشان کرد که در حالی که بساس رم را از دست داده بود و پترا را بازیابی کرده بود، داگیستائوس در پترا شکست خورده بود اما رم را دوباره فتح کرد. 